# Zhengitettix obliquespicula
Zhengitettix obliquespicula är en insektsart som beskrevs av Zheng, Z., G. Jiang och Jianwen Liu 2005. Zhengitettix obliquespicula ingår i släktet Zhengitettix och familjen torngräshoppor. Inga underarter finns listade i Catalogue of Life.